# Криспи (Салерно)
Криспи је насеље у Италији у округу Салерно, региону Кампанија.
Према процени из 2011. у насељу је живело 31 становника. Насеље се налази на надморској висини од 351 м.